# صالح بن أحمد الخريصي
صالح بن أحمد الخريصي (1327 - 1415هـ / 1909 - 1995م) عالم وداعية وقاضٍ سعودي، له مؤلفات يسيرة، وطلاب كثر. تولى رئاسة محاكم القصيم.

## ولادته وتحصيله
ولد أبو سليمان، صالح بن أحمد بن عبد الله بن حسين بن سمران بن جابر الخريصي في مدينة بُرَيدة، عام 1327هـ/ 1909م. توفي أبوه وعمره أربعة أعوام، فنشأ يتيمًا فاعتنت أمُّه بتربيته، وكانت امرأةً صالحة قارئة للقرآن، وأحسنت تربيته مع إخوته. تعلَّم القرآن الكريم، والقراءة والكتابة، أولًا على يد المعلِّم محمد بن حمد الهويمل، وعبد العزيز الصالح الفرج، فقرأ عليهما، ثم جدَّ واجتهد على ملازمة كبار العُلماء، مثل علَّامة القصيم في زمانه عمر بن سليم، وعبد الله بن حميد، وغيرهما.
بدأ صالح الخريصي -رحمه الله- مراحل التعليم في الكتاتيب آنذاك، فهو من خريجي هذه المدارس غير النظامية، ويورد المؤرخ إبراهيم السيف في كتابه (المبتدأ والخبر) أن المعلم الذي درس عليه الخريصي هو محمد بن أحمد الهويمل، وكذلك على المقرئ صالح الكريديس، حيث درس عليه مختصرات الشيخ محمد بن عبدالوهاب، مثل الأصول الثلاثة، ثم درس على الشيخ محمد بن حسين، وتعلم منه النحو والفرائض والفقه، ثم لازم علماء آل سليم، فهو من خريج هذه المدرسة التي كانت بمثابة الجامعة في بريدة، حيث ارتوى من علوم الشيخ عبدالله بن محمد بن سليم وقرأ عليه الكتب المطولة والمختصرة على الطريقة النجدية القديمة، ودرس على الشيخ عمر بن سليم ولازمه في السفر والإقامة، ومن المعروف عن الشيخ عمر أنه حتى في السفر وأثناء ركوب الجمال تقرأ عليه الكتب، ودرس على الشيخ العالم عبدالله بن حميد عندما تولى القضاء في بريدة، مع أنه في سن ابن حميد إن لم يكن أكبر منه، حيث حدد ميلاده الشيخ البسام عام 1328هـ، وأثبت الباحث إسماعيل بن عتيق في كتابه عن الخريصي أن ميلاده 1327هـ، يعني أنه أكبر من الشيخ ابن حميد بعام أو عامين، ولأن ميلاد ابن حميد بالاتفاق لمن ترجم له عام 1329هـ.

## أعماله ووظائفه
عمل قاضيًا في الدلم سنة 1371هـ بعد الشيخ عبد العزيز بن باز، ثم عاد إلى بريدة وعُيِّن قاضيًا فيها خلَفًا للشيخ عبد الله بن حميد سنة 1377هـ. وتولى التدريس في الجامع الكبير ببريدة.

## شيوخه
- صالح بن إبراهيم الكريديس، إمام مسجد ابن شريدة.
- محمد بن عبد الله بن حسين أبا الخيل، قرأ عليه النحو والفرائض والفقه.
- عمر بن سليم، لازمه في السفر والإقامة.
- عبد الله بن حُمَيد، وكان أصغرَ منه سنًّا.
- عبد العزيز بن إبراهيم العبادي.
- محمد بن عبد الله الحسين، إمام مسجد العجيبة.[5][7]

## تلاميذه
- عبد الرحمن العَجلان، رئيسُ محاكم القَصِيم سابقًا، والمدرِّس بالمسجد الحرام.
- صالح بن إبراهيم البُلَيهي.
- عبد الله بن محمد الدُّويش.

وغيرهم كثير.

## صفاته

### الخِلْقيَّة
كان الشيخ صالح طويلَ القامة، أبيض الوجه، خفيف شعر اللحية، قويَّ الجسم وقليل اللحم، على سَمْت السلف والرعيل ألأول، من رآه وشاهده كأنه رأى رجلًا من السلف المتقدِّمين.

### الخُلُقيَّة
كان كريمًا وسخيًّا، لم يغضب قطُّ في حياته، ولا يُكثر الإطالة على طلَّابه، وكان حنونًا. لم يخُض في أمر الدنيا ولا أحبَّ ذكرها في مجلسه، وكان لا يتكلَّم فيما لا يعنيه، ولا يسأل عمَّا لا يخصُّه، ويتكدَّر إذا ذُكرت عنده الغيبة أو النميمة أو احتقار الناس، وينهى عن ذلك. كان كثيرَ الصَّمت إلا فيما ينفعُه أو ينفع الناس، حتى يتعجَّب جالسه من قلَّة كلامه.

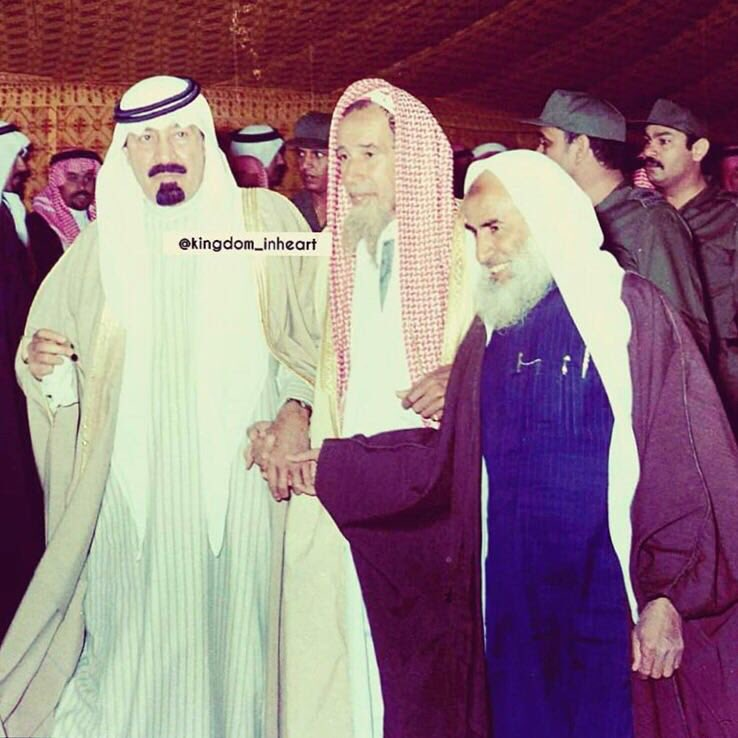
صالح بن أحمد الخُريصي في استقبال الشيخ ابن عُثَيمِين، والملك عبد الله بن عبد العزيز

## وفاته
توفي صالح بن أحمد الخريصي يوم الاثنين 28 رمضان 1415هـ الموافق 27 فبراير 1995م، وصُلِّي عليه في الجامع الكبير ببريدة.

### رثاؤه
رثاه العديد من الأدباء والشعراء والعلماء، منهم:
- عبد الله بن عبد الرحمن البسَّام، قال فيه: «كان الشيخ يمثِّل السلفَ الصالح، في عِلمه ووقاره وسَمْتِه».

- إسماعيل بن سعد العَتِيق، قال فيه: «كان الشيخ أحدَ العلماء الأفذاذ الذين جمعوا بين الأطراف».[11]